# Phrynocephalus nasatus
Phrynocephalus nasatus är en ödleart som beskrevs av  Golubev och DUNAYEV 1995. Phrynocephalus nasatus ingår i släktet Phrynocephalus och familjen agamer. Inga underarter finns listade i Catalogue of Life.